# Avro 510
Avro 510 — учебный гидросамолёт компании Avro.

## История
В 1914 году должны были состоятся кругосветные гонки Circuit of Britan. Специально для участия в гонках был спроектирован двухместный гидросамолёт Avro 510. Гидросамолёт был построен на заводе Miles Platting в Манчестере и в июле 1914 года был отправлен по железной дороге в Калшот (прибрежная деревня в Хэмпшире), точку старта гонки. Однако за несколько дней до начала старта Англия  объявила войну Германии и гонку пришлось отменить.
Первый полёт гидросамолёт совершил в июле 1914 года. Британское адмиралтейство, которое следило за сборкой и подготовкой испытаний, приобрело этот гидросамолёт, причём главному конструктору Эллиоту Вердону Ро был вручен чек на месте. Адмиралтейство дополнительно разместило заказ на пять серийных Avro 510 с некоторыми доработками.
Avro 510 оказался слабо пригодным для использования в военных целях, обнаружилось, что со вторым человеком на борту трудно удерживать гидросамолёт в воздухе. В октябре 1915 года самолёты были отправлены на завод Supermarine в Вулстоне для доработок и модернизации. В марте 1916 года их окончательно сняли с вооружения. К 1917 году списана последняя машина.

## Конструкция
Avro 510 - двухместный деревянный гидросамолет с двумя поплавками.
Крылья - деревянные, прямоугольные в плане. Верхнее крыло бипланной коробки было длиннее нижнего на 3,6 м. Элероны были установлены только на верхних крыльях. Верхнее и нижнее крылья бипланной коробки соединены четырьмя парами еловых подкосов и двумя парами подкосов фюзеляжа. Растяжки - стальные ленты и троса.
Фюзеляж - деревянный прямоугольного сечения. Каркас фюзеляжа образуют четыре лонжерона из ясеня, соединенные между собой подкосами и поперечинами из ясеня и ели. обшивка полотно. В нише передней части фюзеляжа расположен двигатель, который закреплен на стальных опорах, соединенными с нижними лонжеронами. Самолёт имел две открытые кабины. Экипаж располагался тандемно, пилот находился сзади. Между передним сидением и двигателем устанавливался бензобак и масляный бак. Бензобак объёмом в 240 литров обеспечивал продолжительность полета 4,5 часа.
Хвостовое оперение - без килевое, стабилизатор неподвижный соединен с хвостовой частью фюзеляжа болтами и дополнительно крепится к нижним лонжеронам фюзеляжа с помощью распорок. Рули высоты крепятся шарнирно к задней кромке стабилизатора. На кормовой стойке фюзеляжа шарнирно закреплен сбалансированный руль направления, на этой же стойке снизу установлен небольшой руль, используемый для руления на водной поверхности.
Поплавки с амортизацией закреплены на гидросамолёте с помощью конструкции из стальных трубчатых стоек М-образной формы. Расстояние между поплавками 2,7 м. Поплавки прямоугольного сечения. На одном из поплавков имеется ступенька. Поплавки выдерживают сильное морское волнение. Снизу средней части фюзеляжа установлен поплавок, типа лыжи, прямоугольного сечения с плоским дном, закрепленный к нижним лонжеронам фюзеляжа четырьмя стальными трубами.
Силовая установка - 8-цилиндровый V-образный двигатель Sunbeam жидкостного охлаждения мощностью 150 л.с. Двигатель полностью закрывался капотом и имел встроенную выхлопную трубу, которая была выведена над верхним крылом биплана.

## Лётные данные
- Размах крыла, м: 19.20
- Длина, м: 11.58
- Площадь крыла, м2: 52.40
- Масса пустого самолёта, кг: 943
- Взлётная, кг: 1270
- Тип двигателя: Sunbeam Nubian
- Мощность, л. с.: 1 х 150
- Максимальная скорость, км/ч: 113
- Крейсерская скорость, км/ч: 84
- Продолжительность полета, ч: 4.5
- Экипаж: 2